# 유니 항공
유니 항공(중국어: 立榮航空, 영어: UNI Air)은 1998년에 설립된 대만의 항공사로 에버그린 그룹과 에바 항공 계열의 자회사이며 가오슝 국제공항을 허브 공항으로 사용하고 있다.

## 역사
유니 항공은 1988년 8월 6일 마궁 항공으로 설립된 뒤 1995년에 에바 항공의 자회사가 된 후 1996년 3월 현재의 사명으로 변경했다.
그리고 1998년 경쟁력 강화를 위해 대만 정부 주도하에 그랜드 차이나 에어와 타이완 항공을 합병했으며 현재 유니 항공의 운항하는 노선은 이코노미 클래스를 제공하고 있다.

## 운항 노선
- 2012년 1월 현재 유니 항공은 다음과 같은 노선을 취항하고 있다.

### 코드쉐어 협정
- 유니 항공은 다음과 같은 항공사와 코드쉐어 협정을 체결하고 있다.

| - 중국국제항공 (스타 얼라이언스) - 에바 항공 (스타 얼라이언스) - 하이난 항공 | - 산둥 항공 - 선전 항공 (스타 얼라이언스) - 샤먼 항공 (스카이팀) |

## 보유 기종
- 2020년 10월 기준으로 유니 항공은 다음과 같이 보유하고 있으며 평균 기령은 15년이다.[1][2]

## 사건 및 사고
- 유니 항공 873편 화재 사고

## 같이 보기
- 에버그린 그룹
- 에바 항공

## 관련 링크
- 유니 항공 공식 홈피 (중국어)